# Bracon kunashiricus
Bracon kunashiricus är en stekelart som beskrevs av Vladimir Ivanovich Tobias 2000. Bracon kunashiricus ingår i släktet Bracon och familjen bracksteklar. Inga underarter finns listade.